# Bojewoj (1899)
Bojewoj (ros. Боевой), pierwotnie Som (Сом) – rosyjski niszczyciel z przełomu XIX i XX wieku, pojedynczy okręt swojego typu w marynarce rosyjskiej. „Som” został zwodowany 27 lipca 1899 roku w brytyjskiej stoczni Laird w Birkenhead, a do służby w Rosyjskiej Cesarskiej Marynarce Wojennej został wcielony w 1900 roku. W 1902 roku nazwę jednostki zmieniono na „Bojewoj”. Niszczyciel został przebazowany na Daleki Wschód, gdzie wszedł w skład Eskadry Oceanu Spokojnego. Brał udział w wojnie rosyjsko-japońskiej, podczas której został samozatopiony w styczniu 1905 roku w Port Artur, by uniknąć przejęcia przez Japończyków.
Wyporność niszczyciela wynosiła ok. 400 ton, napędzały go maszyny parowe. Uzbrojenie stanowiło jedno działo kalibru 75 mm, pięć dział kalibru 47 mm i dwie wyrzutnie torpedowe.

## Projekt i budowa
Okręt został zamówiony przez cesarską marynarkę Rosji w ramach programu budownictwa okrętowego z 1898 roku dla potrzeb Dalekiego Wschodu, uchwalonego w celu przeciwstawienia się rosnącej potędze marynarki Japonii. W jego wykonaniu zamówiono serię nowoczesnych niszczycieli o wyporności rzędu 350 ton, przede wszystkim w stoczniach zagranicznych: niemieckich (typ Kit) i francuskich (typ Foriel). Stocznie brytyjskie początkowo nie były brane pod uwagę w związku z nieprzyjaznymi stosunkami między oboma państwami oraz zajęciem głównych stoczni specjalizujących się w budowie niszczycieli – Thornycroft i Yarrow, realizacją licznych zamówień okrętów tej klasy dla marynarki japońskiej Mimo to, generał-admirał książę Aleksy zaproponował zbudowanie jednego niszczyciela w mniej znanej na tym polu angielskiej stoczni braci Laird, poszukującej wówczas zamówień eksportowych. Projekt okrętu oparty był na wcześniejszych niszczycielach tej stoczni budowanych dla Royal Navy, typów Quail i Orwell (tzw. „30-węzłowych”). W efekcie, rosyjskie Ministerstwo Morskie podpisało 4?/16 września 1898 roku kontrakt na dostawę okrętu w korzystnym terminie 13 miesięcy, znacznie krótszym niż w Niemczech i Francji. 11/23 stycznia 1899 roku został on wciągnięty na listę floty pod nazwą „Som” (pol. sum) – Сом (według ówczesnej pisowni: Сомъ). Stępkę jednostki położono w stoczni braci Laird w Birkenhead pod numerem stoczniowym 637 wkrótce po zawarciu kontraktu, jesienią 1898 roku, a zwodowany został 15/27 lipca 1899 roku.
24 grudnia 1899?/5 stycznia 1900 roku okręt przekazano po próbach zakładowych komisji odbiorczej. Opóźnienie 67-dniowe w ukończeniu spowodowało głównie późne dostarczenie przez stronę rosyjską wyrzutni torpedowych. Podczas prób odbiorczych powstały jednak kontrowersje w związku z drobiazgowością komisji rosyjskiej i różnymi standardami rosyjskimi i brytyjskimi. Na próbach osiągnięto prędkość średnią 27,07 węzła, jednakże według norm rosyjskich, z uwzględnieniem nawrotów, wyniosła ona 26,67 węzła (poniżej kontraktowych 27 węzłów). Także zasięg pływania 1578 mil morskich przy prędkości 15 węzłów okazał się znacznie niższy od zakładanego (3500 Mm) z uwagi na większe zużycie węgla, chociaż i tak „Som” pod tym względem okazał się najlepszy z niszczycieli programu 1898 roku. Ostatecznie jednak Ministerstwo Morskie odebrało okręt 18/31 lipca 1900 roku i zapłaciło pełne wynagrodzenie 52 000 funtów szterlingów. Formalnie przed 1907 rokiem klasa niszczycieli nie była w Rosji wyróżniana i okręt klasyfikowany był jako torpedowiec (ros. minonosiec), lecz mimo to już na etapie zamówienia okręty programu 1898 roku określane były faktycznie jako niszczyciele (ros. eskadriennyj minonosiec – dosłownie: torpedowiec eskadrowy, lub istriebitiel).

## Opis konstrukcji i dane taktyczno-techniczne

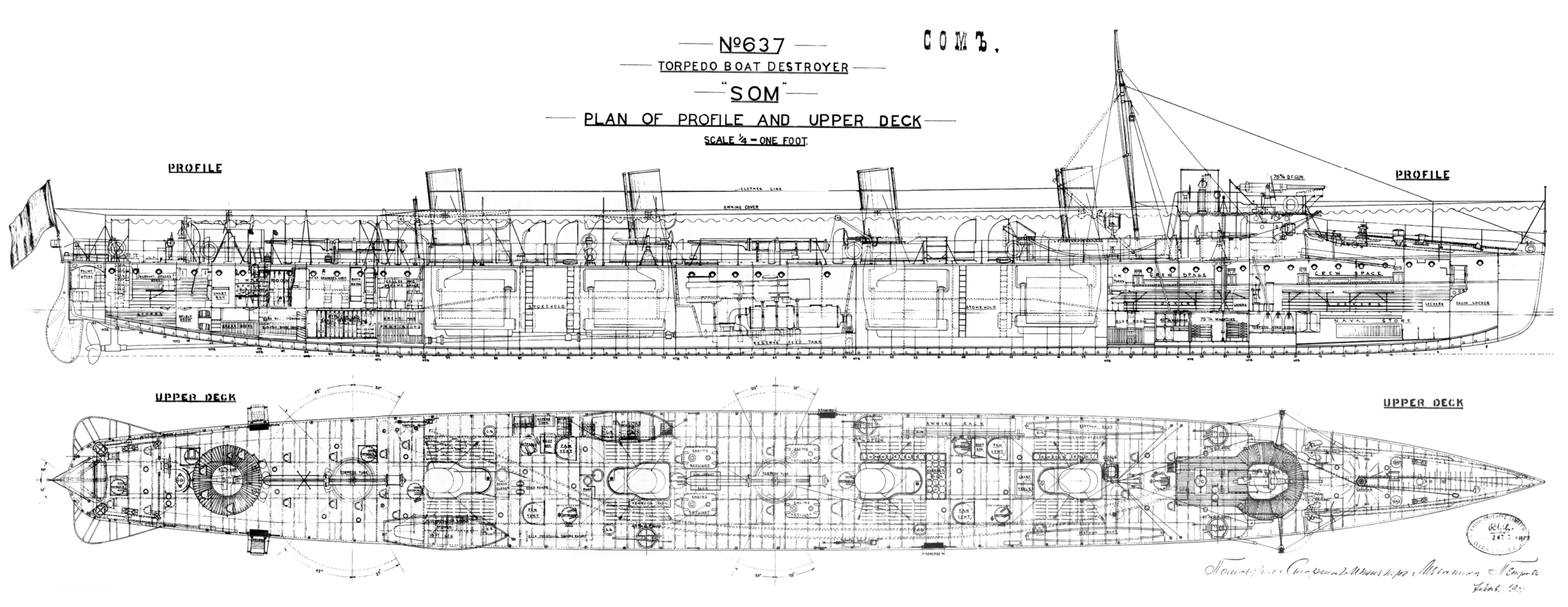
Stoczniowy przekrój niszczyciela

Okręt był niszczycielem typowej konstrukcji i wielkości dla swojego okresu. Kadłub był gładkopokładowy, lecz na krótkim odcinku dziobowym przykryty był wypukłym pokładem w formie skorupy żółwia. Dziobnica była lekko wychylona od pionu (rosyjska marynarka zgodziła się odstąpić w tym wypadku od wymogu taranowej dziobnicy z uwagi na konieczność zmian projektowych). Nadbudówki były minimalne, ograniczone do sterówki na końcu wypukłego pokładu dziobowego, na dachu której umieszczona była platforma działa, a za nią odkryty mostek. Sterówka wykonana była z płyt grubości 13 mm. Za mostkiem był na pokładzie pojedynczy maszt. Charakterystycznym elementem sylwetki były cztery szeroko rozstawione w równomiernych odstępach pochyłe kominy, na większości długości okrętu. Na rufie znajdowała się platforma działa, a za nią na pokładzie zapasowe stanowisko sterowania. Okręt miał jeden ciągły pokład: górny, a poza przedziałami siłowni, na dziobie i rufie były wewnątrz pokłady platformy. Pokład górny pokryty był linoleum. Kadłub miał 10 głównych grodzi wodoszczelnych na pełną wysokość i niższe grodzie do poziomu platform na dziobie i rufie, dzieląc się ogółem na 23 przedziały wodoszczelne. Długość na wodnicy wynosiła 64,92 metra, szerokość 6,55 metra i maksymalne zanurzenie 2,92 metra . Wyporność normalna wynosiła 350 ton, a pełna 412 ton . Kadłub był smukły, o wysokim stosunku długości do szerokości 9,91:1, lecz uważany był za słabiej skonstruowany od niszczycieli niemieckich i francuskich.
Okręt napędzany był przez dwie pionowe maszyny parowe potrójnego rozprężania o łącznej mocy indykowanej 6000 KM, do których parę dostarczały cztery kotły wodnorurkowe Laird. Kotły umieszczone były po dwa w kotłowni dziobowej i rufowej, z przodu i tyłu każdej kotłowni, a maszyny znajdowały się obok siebie we wspólnej maszynowni między kotłowniami. Dwuśrubowy układ napędowy pozwalał osiągnąć prędkość 27,5 węzła . Okręt mógł zabrać zapas węgla o maksymalnej masie 80 ton, co zapewniało zasięg 1578 Mm przy prędkości 15 węzłów . Ster był półzbalansowany, zawieszony na stewie rufowej; maszyna sterowa była parowa.
Uzbrojenie artyleryjskie okrętu stanowiły umieszczone na dziobie pojedyncze działo kalibru 75 mm Canet L/50 oraz pięć pojedynczych dział trzyfuntowych kalibru 47 mm Hotchkiss L/43,5. Armata 75 mm umieszczona była na podstawie Mellera i w odróżnieniu od wszystkich innych rosyjskich niszczycieli nie miała tarczy ochronnej, zdjętej dla polepszenia widoczności z mostka. Strzelała tylko pociskami przeciwpancernymi o masie 4,9 kg, które podawane były z komory amunicyjnej mechanicznie (na niszczycielach budowy niemieckiej i francuskiej – ręcznie). Armaty 47 mm umieszczone były po dwie na burtach: za sterówką i na śródokręciu (na lewej burcie obok drugiego komina, a na prawej obok trzeciego komina), a pojedyncza była na podwyższonej platformie na rufie. Były wyposażone w lekkie tarcze. Strzelały pociskami wybuchowymi o masie 1,5 kg. Zapas amunicji wynosił 160 nabojów 75 mm i 1350 kalibru 47 mm. Jednostka wyposażona była w dwie pojedyncze obracalne nadwodne wyrzutnie torped kalibru 381 mm, umieszczone na pokładzie za drugim i czwartym kominem. Strzelały 17-stopowymi torpedami Whiteheada wzór 1898, o długości 5,18 metra, masie 430 kg (w tym głowica 64 kg) i zasięgu 600 metrów przy prędkości 30 węzłów lub 900 metrów przy 25 węzłach. Etatowy zapas wynosił cztery torpedy, przy czym były one składowane pod pokładem dziobowym, z oddzielonymi głowicami. Z planów stoczniowych wynika, że można było składować ich pięć, nie licząc torped w wyrzutniach.
W skład wyposażenia wchodził jeden reflektor bojowy średnicy 40 cm firmy Sautter na pokładzie przed pierwszym kominem. Radiostacja nie była przewidziana w projekcie. Okręt miał dwie kotwice o masie 400 kg, składowane na pokładzie przed sterówką i obsługiwane za pomocą żurawików, oraz kotwicę zapasową o masie 125 kg.
Załoga okrętu liczyła początkowo 62 osoby, w tym czterech oficerów, lecz po wejściu do służby zwiększono ją o jednego oficera, a w czasie wojny sięgnęła 64 osób. Marynarze spali w dwóch kubrykach na dziobie, a podoficerowie mieli kajutę na samej rufie. Jedynie dowódca i główny mechanik mieli osobne kajuty w części rufowej, a trzech oficerów spało za zasłonkami w mesie na rufie. Pomimo spartańskiego wyposażenia, w pomieszczeniach oficerskich była wanna.
„Som” był udanym i nowoczesnym okrętem, odpowiadającym wielkością i wykonaniem światowym standardom niszczycieli tego okresu, o akceptowalnej dzielności morskiej, lepiej wykonanym niż niszczyciele rosyjskiej budowy. Słabą stroną wszystkich rosyjskich niszczycieli programu 1898 roku okazało się jednak ich niedozbrojenie, w sytuacji, gdy większość starć stanowiły pojedynki artyleryjskie. Wynikało to z ograniczonych wymagań postawionych przez Ministerstwo Morskie, które opierało się na używanych starych wzorach uzbrojenia i zrezygnowało z planowanego początkowo uzbrojenia okrętów w drugą armatę kalibru 75 mm. Japońskie niszczyciele budowy brytyjskiej oraz oryginalne brytyjskie nosiły armatę kalibru 76 mm i pięć większego kalibru 57 mm, oraz wyrzutnie nowszych torped kalibru 450 mm, o większych możliwościach. Dodatkowo, na japońskich niszczycielach w toku służby zamieniano dziobową armatę 57 mm na drugą kalibru 76 mm. Mimo podobnego kalibru, armaty 76 mm strzelały ponadto cięższymi pociskami niż rosyjskie (5,7 kg). Uniwersalność rosyjskiej armaty 75 mm zmniejszał przy tym fakt, że strzelała tylko pociskami przeciwpancernymi.

## Służba
26 sierpnia?/8 września 1900 roku „Som” wyszedł z Birkenhead i 16/29 września dopłynął do Kronsztadu. Dopiero po przybyciu na miejsce zamontowano artylerię. W Rosji został oceniony jako dobrze wykonany, bez niedoróbek, w odróżnieniu od niszczycieli budowy niemieckiej. Już 19 października?/1 listopada 1900 roku okręt wypłynął na Daleki Wschód pod dowództwem komandora porucznika A. Girsa, razem z niszczycielami „Kit” i „Dielfin”. „Som” po drodze odłączył się i odwiedził Kopenhagę, gdzie był wizytowany przez przebywającą tam cesarzową wdowę Marię. W dalszej drodze w składzie zespołu „Som” doznał uszkodzeń od sztormu na Morzu Północnym i w Zatoce Biskajskiej, tracąc trzy wentylatory na dziobie. Zespół płynął dalej przez Morze Śródziemne i Kanał Sueski, spędzając miesiąc na przełomie 1900 i 1901 roku w Pireusie, gdzie okręty były poddane przeglądowi i dokowane (w Salaminie). Przemalowano je wówczas z „wiktoriańskiego” bałtyckiego schematu z czarnymi burtami na biały kolor, zachowując żółte kominy. Były tam również wizytowane przez królową Olgę. Mimo największych rozmiarów „Soma” spośród rosyjskich niszczycieli, na Oceanie Indyjskim wyszła na jaw ograniczona ilość miejsca dla zabierania dodatkowego zapasu węgla, który musiał być składowany na pokładzie górnym oraz dwóch pozostałych niszczycielach. Przed Szanghajem „Som” uszkodził jedną śrubę na skale, którą dopiero po pewnym czasie wymieniono na nową, sprowadzoną z Anglii. Zespół przybył do bazy rosyjskiej Eskadry Oceanu Spokojnego w Port Artur 23 kwietnia?/6 maja 1901 roku. W Port Artur okręt okresowo wycofywany był do rezerwy, wziął także udział w rejsie do Władywostoku. 9/22 marca 1902 roku nazwę okrętu zmieniono na „Bojewoj” (Боевой, pol. bojowy) w związku ze zmianą schematu nazewnictwa niszczycieli rosyjskich z dotychczasowych nazw zwierząt. We wrześniu 1903 roku okręty eskadry przemalowano w bojowy kamuflaż zielonooliwkowy.

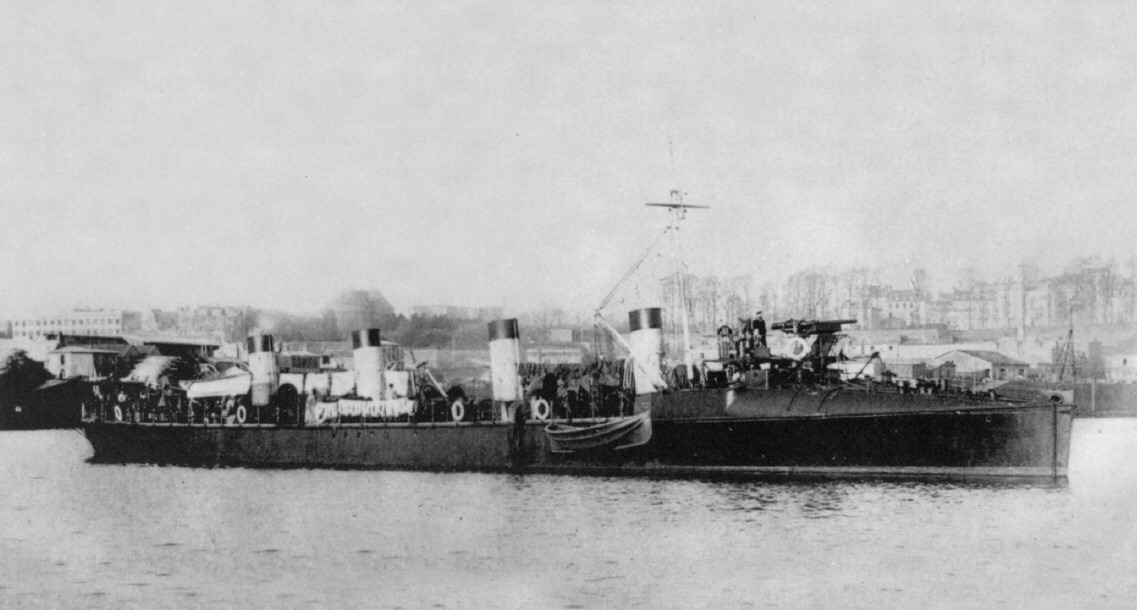
„Som” w drodze na Daleki Wschód w 1900 roku

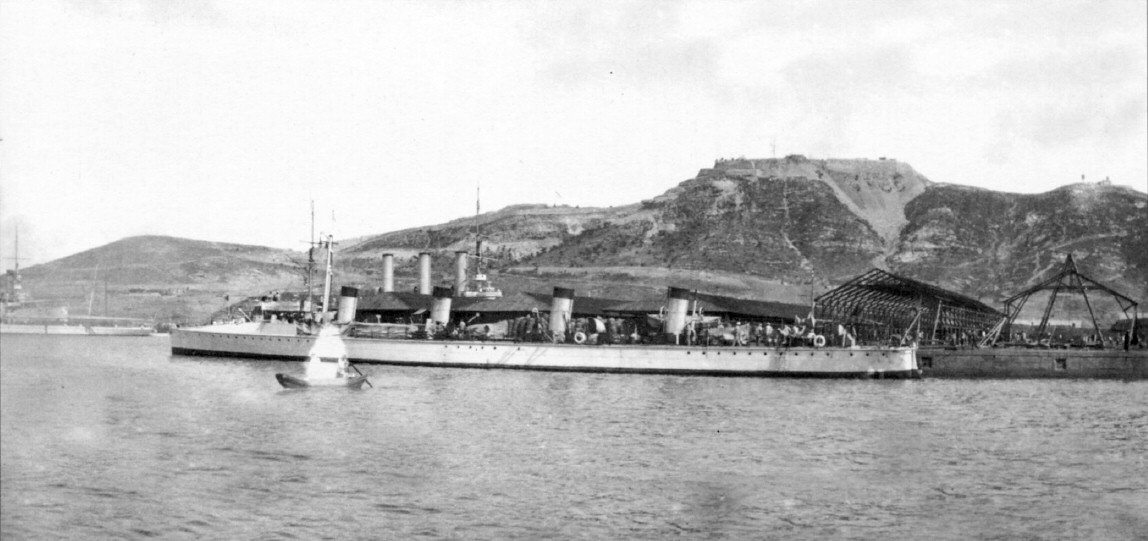
„Bojewoj” w Port Artur w 1902

W momencie wybuchu wojny rosyjsko-japońskiej „Bojewoj” wchodził w skład 1. oddziału (flotylli) niszczycieli Eskadry Oceanu Spokojnego, grupującego większe okręty tej klasy. Pełnił rolę okrętu flagowego flotylli. Jego dowódcą był komandor por. Jewgienij Jelisiejew. Pierwszego dnia wojny niszczyciele (w tym „Bojewoj”) wzięły udział w dziennej bitwie morskiej pod Port Artur 27 stycznia?/9 lutego 1904 roku, ale nie zostały ostatecznie rzucone do ataku torpedowego, mimo takiego zamiaru. Dwa dni później, po 2:00 w nocy 29 stycznia?/11 lutego doszło do kolizji, w której „Bojewoj” został staranowany przez wychodzący z przystani Port Artura niszczyciel „Silnyj” i doznał przebicia prawej burty i zalania maszynowni. Z uwagi na zajęty dok, uszkodzenie było do 3/16 marca naprawiane przy użyciu kesonu. Powrócił po tym do intensywnej służby bojowej i w marcu (starego stylu) wychodził 11 razy w morze, głównie w rejsy rozpoznawcze. 13 marca?/26 marca „Bojewoj” znalazł się w składzie sił głównych, które wyszły w rejs rozpoznawczy i ćwiczebny w kierunku wysp Miaodao, gdzie dokonano inspekcji czterech brytyjskich statków i zatopiono japoński statek „Tonegawa Maru” (656 BRT) oraz dżonkę z dwiema minami na pokładzie. 25 marca dowódca „Bojewoja” kmdr por. Jelisiejew objął zarazem dowództwo 1. oddziału niszczycieli. Wieczorem 30 marca?/12 kwietnia niszczyciele „Bojewoj”, „Biesszumnyj”, „Wynosliwyj”, „Grozowoj”, „Storożewoj”, „Rastoropnyj”, „Strasznyj” i „Smiełyj” wyszły z misją rozpoznawczą w rejon Wysp Elliota, a powracając starły się rankiem następnego dnia z okrętami japońskimi osłaniającymi operację minowania redy Port Artur (bez utraconego „Strasznego”). Następnie niszczyciele dołączyły do wychodzącego w morze zespołu z pancernikiem „Pietropawłowsk” z dowódcą I Eskadry admirałem Stiepanem Makarowem na pokładzie, który wkrótce zatonął z większością załogi na postawionej przez Japończyków minie. W kolejnym miesiącu okręt raz wyszedł w morze (8/21 kwietnia), ale cztery razy patrolował na zewnętrznej redzie. Po poderwaniu się na minach dwóch japońskich pancerników 2/15 maja, niszczyciele rosyjskie wyszły z portu w celu podjęcia próby ataku na japońską eskadrę, lecz zawróciły pod ostrzałem. W maju (starego stylu) ogółem wychodził w morze osiem razy i dwa razy pod koniec miesiąca dyżurował nocami w zatoce Tahe. Był także używany do trałowania min na redzie, do czasu uszkodzenia „Biesszumnego” na minie 8/21 maja.
1/14 czerwca „Bojewoj” z 10 niszczycielami i krążownikiem „Nowik” wziął udział w potyczce z siedmioma japońskimi niszczycielami i 11 torpedowcami, bez strat po obu stronach. Podczas kolejnego wyjścia z portu w nocy 9/22 czerwca, 1. oddział z „Bojewojem” i sześcioma niszczycielami, patrolując na redzie bazy, został zaatakowany przez dwie japońskie pomocnicze kanonierki (wzięte przez Rosjan za niszczyciele). W toku walki, „Bojewoj” został uszkodzony dwoma pociskami kalibru 76 mm, które przerwały mu przewód pary i raniły dowódcę kmdr ppor. Jelisiejewa, bez ofiar śmiertelnych (poza tym jedynie lekko uszkodzony został „Wynosliwyj”). Niszczyciel został odholowany do bazy i naprawiony w doku do 22 czerwca. Dowódcą okrętu 10/23 czerwca został kapitan marynarki baron Aleksiej Kosinski. 1/14 lipca uczestniczył w ostrzale japońskich pozycji na brzegu, a następnie osłaniał trałowanie redy. W lipcu (starego stylu) niszczyciel wychodził ogółem w morze cztery razy, a jeszcze trzy razy dozorował w zatoce Tahe.
W nocy z 10/23 na 11/24 lipca doszło do bitwy między rosyjskimi niszczycielami dozorującymi w zatoce Tahe: „Bojewoj”, „Lejtienant Burakow” i „Grozowoj”, a japońskimi torpedowcami z 14 dywizjonu wspartymi dwoma pomocniczymi kanonierkami: „Manda Maru” i „Yosidagawa Maru”, których zadaniem było związanie rosyjskich okrętów walką. W trakcie walki rosyjskie okręty zostały zaatakowane od strony lądu przez pokładowe kutry parowe z pancerników „Mikasa” i „Fuji”, które z odległości 400 metrów ok. 1:35 wystrzeliły cztery torpedy, trafiając w śródokręcie „Lejtnanta Burakowa” (który zatonął mimo holowania przez „Grozowoja”) i w „Bojewoja”. Niszczyciel otrzymał trafienie w lewą burtę na wysokości kotłowni dziobowej, jednak utrzymał się na wodzie i nadal prowadził ogień, ale niecelny. Zginął jeden palacz, a z pokładu wybuch zrzucił sześciu członków załogi. W dzień niszczyciel został przeholowany do Port Artur. Dopiero po tym zdarzeniu dowództwo rosyjskie zaprzestało bezcelowego narażania okrętów przez dyżury nocne w zatoce Tahe. Uszkodzenia jednostki okazały się poważne i nie podjęto ich naprawy w warunkach oblężenia przed upadkiem twierdzy, a niszczyciel rozbrojono. 6?/19 sierpnia „Bojewoj” został trafiony pociskiem (prawdopodobnie kalibru 120 mm) wystrzelonym z jednej z japońskich baterii ostrzeliwujących Port Artur.
Jednostka została samozatopiona w Port Artur poprzez odpalenie głowic torped w nocy z 19 grudnia?/1 stycznia na 20 grudnia?/2 stycznia 1905 roku, by uniknąć przejęcia przez Japończyków.

### Dowódcy
| Imię i nazwisko                | od              | do              | uwagi         |
| kpt. mar. L. Dobrowolski       | 1900            | jesień 1900     | [ 54 ]        |
| kmdr por. A. Girs              | jesień 1900     | ?               | [ 24 ]        |
| kmdr por. Jewgienij Jelisiejew | 24 lutego 1903  | 10 czerwca 1904 | ranny w akcji |
| kpt. mar. Aleksiej Kosinski    | 10 czerwca 1904 | 18 lipca 1904   | p.o. dowódcy  |
| kpt. mar Siergiej Chmielow     | 18 lipca 1904   | 20 grudnia 1904 | [ 56 ]        |

Oryginalne nazwy stopni: lejtienant (kapitan marynarki), kapitan 2-go ranga (komandor porucznik)